# Zajezda
Zajezda je naselje u Republici Hrvatskoj, u sastavu Općine Budinščina, Krapinsko-zagorska županija. U naselju se nalazi Dvorac Zajezda, župna crkva Uznesenja Blažene Djevice Marije, groblje te Centar za odgoj, obrazovanje i osposobljavanje.

## Stanovništvo
Prema popisu stanovništva iz 2001. godine, naselje je imalo 463 stanovnika te 133 obiteljskih kućanstava.
| broj stanovnika | 422   | 480   | 525   | 555   | 652   | 765   | 711   | 888   | 938   | 1024  | 869   | 736   | 571   | 598   | 463   | 385   | 293   |
|                 | 1857. | 1869. | 1880. | 1890. | 1900. | 1910. | 1921. | 1931. | 1948. | 1953. | 1961. | 1971. | 1981. | 1991. | 2001. | 2011. | 2021. |

## Znamenitosti
- Dvorac Zajezda
- Milengrad

## Poznate osobe
- Zvonimir Pužar, hrvatski pučki pisac i socijalni radnik
- Ferdo Ivanek, elektrotehnički inženjer